# Ї (кириллица)
Ї, ї (условное название — И десятери́чное с трема́; в Юникоде называется йи; произношение — [ji]) — буква расширенной кириллицы, 13-я буква украинского и русинского алфавитов. Обозначает йотированный гласный звук [ji], встречается в начале слов, после гласных и апострофа. Аналогичная буква есть в расширенной латинице.
Буква «отпочковалась» от І в проектах украинской орфографии середины XIX века. По форме совпадая с двухточечной буквой «И десятеричное» церковнославянского и раннего гражданского русского письма, украинская Ї отличается в значении, употреблении и взаимодействии с надстрочными знаками:
- церковнославянское и русское Ї были по сути лишь орфографически обусловленными вариантами буквы И (употреблявшимися перед гласными и Й), в звучании же не отличались от И;
- добавление к церковнославянскому и русскому Ї любого надстрочного знака (например, ударения) убирало точки; украинское же Ї даже с ударением точки сохраняет.

В украинской (особенно западной) орфографии конца XIX — начала XX века буква Ї использовалась также в качестве «сильно смягчающей» І после согласных, часто обозначая в этих местах звук [i], развившийся из ятя (хлїб, дїд, нинї, цїлий). В позднейшем украинском правописании от такого употребления буквы Ї отказались, но в русинском эта норма осталась.

## Использование
В современном украинском языке этой буквой обозначают сочетание звуков й + і.
Ї употребляется в начале, середине и конце слов: їсти, поїзд, солов'їний, свої, Україна.

## Таблица кодов
| Кодировка           | Регистр   | Десятич- ный код | 16-рич- ный код | Восьмерич- ный код | Двоичный код                        |
| ------------------- | --------- | ---------------- | --------------- | ------------------ | ----------------------------------- |
| Юникод (монолитный) | Прописная | 1031             | 0407            | 002007             | 00000100 00000111                   |
| Юникод (монолитный) | Строчная  | 1111             | 0457            | 002127             | 00000100 01010111                   |
| Юникод (разложение) | Прописная | 67502856         | 0406 0308       | 00401401410        | 00000100 00000110 00000011 00001000 |
| Юникод (разложение) | Строчная  | 72745736         | 0456 0308       | 00425401410        | 00000100 01010110 00000011 00001000 |
| ISO 8859-5          | Прописная | 167              | A7              | 247                | 10100111                            |
| ISO 8859-5          | Строчная  | 247              | F7              | 367                | 11110111                            |
| KOI8-U              | Прописная | 183              | B7              | 267                | 10110111                            |
| KOI8-U              | Строчная  | 167              | A7              | 247                | 10100111                            |
| Windows-1251        | Прописная | 175              | AF              | 257                | 10101111                            |
| Windows-1251        | Строчная  | 191              | BF              | 277                | 10111111                            |

В HTML прописную букву можно записать как &#1031; или &#x407;, а строчную — как &#1111; или &#x457;. В кириллической раскладке клавиатуры символ Ї вызывается зажатой клавишей Alt с набором Num-цифр 0175, символ ї — Alt+0191.